# 677
677 (DCLXXVII) var ett normalår som började en torsdag i den julianska kalendern.

## Händelser

### Okänt datum
- Slaget vid Syllaeum: En arabisk flotta förstörs av Bysantinerna.
- Tang-Kina förklarar Bojang av Goguryeo, "Kung av Joseon", störtad och placerar honom i arrest i Liaodongområdet under Generalprotektoratet för pacifiering av östern.

## Födda
- Nanyue Huairang

## Avlidna
- Agatho, Koptisk-ortodox påve och patriark av Alexandria